# فرسودگی شغلی
فرسودگی شغلی یا کارزَدگی را از لحاظ لغوی می‌توانیم تحلیل قوای روانی که گاهی با افسردگی همراه هست و از تلاش برای کمک به بیماران روانی یا افراد تحت فشار روانی ناشی می‌شود تعریف کرد. فرسودگی شغلی نشانگان خستگی مفرط عاطفی به دنبال سال‌ها درگیری و تعهد نسبت به کار و مردم هست. به عبارت دیگر فرسودگی شغلی خستگی فیزیکی، هیجانی و روانی به دنبال قرار گرفتن طولانی مدت در موقعیت کار سخت هست. این نشانگان حالتی است که در آن قدرت و توانایی افراد کم و رغبت و تمایل آنها برای انجام کار و فعالیت کاهش پیدا می‌کند
فرسودگی شغلی پیامدی از فشار شغلی دایم و مکرر است. بدین ترتیب که شخص در محیط کارش به علت عوامل درونی و بیرونی احساس فشار می‌کند و این فشار، پیوسته و چندین‌باره بوده و سرانجام به احساس فرسودگی تبدیل می‌گردد.
فرسودگی شغلی به عنوان فقدان انرژی و نشاط تعریف می‌شود و شخص دچار فرسودگی شغلی احساس کسالت‌انگیزی را نسبت به انجام رفتار شغلی نشان می‌دهد.
شخصی که مسئولیت‌های هم‌ستیزنده و هم‌زمانی دارد، این احساس را خواهد داشت که به چند جهت کشیده می‌شود. این امر به خستگی از کار و سرانجام فرسودگی شغلی خواهد انجامید.
اولین آسیب فرسودگی شغلی، رنج بردن از فرسودگی بدنی همچون سردرد، تهوع، کم‌خوابی، و تغییراتی در عادات غذایی است.
فرسودگی عاطفی همچون افسردگی، احساس درماندگی، احساس عدم کارایی در شغل خود و همچنین ایجاد نگرش‌های منفی نسبت به خود، شغل، سازمان و به‌طور کلی نسبت به زندگی پیامدهای بعدی کارزدگی هستند.
فرسودگی شغلی عامل بازدارنده‌ای برای ایجاد و گسترش خشنودی شغلی است. فرسودگی شغلی بیماری یا اختلال روانی نیست ولی در صورتیکه به آن توجه و رسیدگی نشود به یقین مشکل ساز خواهد بود.
فرسودگی شغلی را میتوان در رده اختلالات انطباقی قرار گرفته است.
پژوهش‌ها نشان می‌دهند که پزشکان عمومی بیش از بقیه شاغلان دچار کارزدگی می‌شوند.